# Nissan R391
Nissan R391 foi um protótipo de de corrida construído pela Nissan Motorsports em associação com a Nismo para competir nas 24 Horas de Le Mans 1999 pela classe LMP, servindo como substituto do vitorioso R390 GT1, já que devido as novas regulamentações das 24 Horas de Le Mans 1999, este não poderia mais competir na corrida.

## História

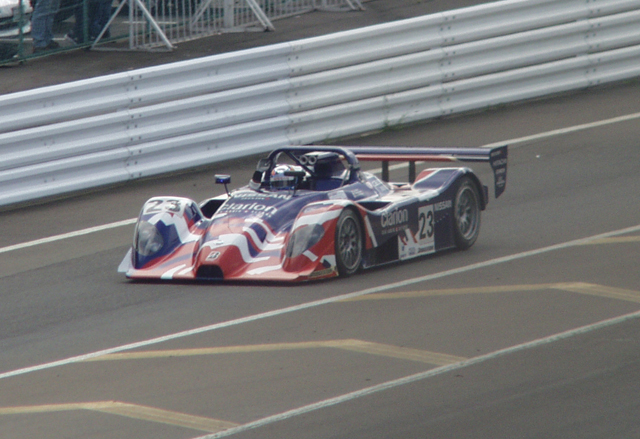
Nissan R391

Após o retorno da Nissan as corridas em 1995, a divisão da Nissan, a Nismo, foi subindo lentamente até atingir as classes superiores de competição. Começando com Skyline GT-R SMT, em 1995, a Nismo virou-se para o desenvolvimento do R390 GT1 em 1997,quando levou a vitória das 24 Horas de Le Mans 1997.
Com as mudanças radicais propostas pela ACO em 1999, as principais fabricantes já não conseguiam construir mais protótipos semelhantes a carros esportes(seguindo a regulamentação da classe GT1, que promovia a construção de um protótipo de corrida a partir de uma versão Road como o R390). Assim, Mercedes-Benz, Toyota, Panoz, BMW e Audi viraram-se para a classe de protótipos, utilizando protótipos cockpit aberto ou fechado. A Nissan, acreditando que um protótipo construído propositadamente para corridas seria superior a um protótipo projetado para classe GT1, decidiu ingressar na classe LMP com cockpit aberto.
A Nissan virou-se para o Reino Unido com apoio da G-Force Tecnologies para projetar e construir o R391. Nigel Stroud dirigiriu o projeto do carro e Glenn Elgood como o construtor e engenheiro da equipe de corrida. Ao mesmo tempo, a Nissan estabeleceu um laço com a Courage Competition. Como parte de um acordo entre os dois, a Nissan sediria seus motores,VRH35L 3.5L turbocharged V8 para uso nos seus protótipos, enquanto a Courage deveria experimentar os novos protótipos.
Para o R391, a Nissan decidiu usar uma nova versão do motor VH, optando por não mais usar turbo como eles tinham usado no VRH35L. Em vez disso, uma versão modificada aspirado seria construída, o chamado VRH50A.Como resultado o novo motor superou as expectativas promovendo um grande ganho de performance, sendo até maior do que a versão turbo.

## Resultados
Nas 24 Horas de Le Mans 1999, a Nissan ingressou com dois Nissan R391, juntamente com o comprado Courage C52 com o motor VRH35L. Nos testes oficiais para as 24 Horas de Le Mans, em Maio, os Nissan R391 foram capazes de definir 10º e 13° melhores tempos, conseguindo combater rivais de ponta como Mercedes-Benz, Audi e BMW, embora eles fossem capazes de combater a Panoz e a sua principal rival, a Toyota. Durante a corrida, a Nissan voltou a ser rápida, sendo capaz de se qualificar em 12º. Infelizmente, um dos R391, sendo conduzido por Eric van de Poele, colidiu durante a primeira sessão de qualificação, danificando o carro seriamente. Van de Poele quebrou uma das vértebras impossibilitando-o de correr a tempo, mas recuperando-se mais tarde. Assim, a Nissan se viu forçada a correr com apenas um único R391.
Durante a corrida, o R391 obteve um desempenho considerável, subindo rapidamente de posição até que um problema elétrico no motor causou o seu abandono, após ter completado 110 voltas. O único sobrevivente com chassi Nissan, o Courage C52 com o antigo V8 turbo, conseguiu terminar a corrida em um respeitável 8º lugar. Mais tarde, em 1999, o R391 corria, desta vez no famoso evento japonês, os 1000 km de Fuji. Apoiado pela ACO, os vencedores da corrida seriam capazes de ganhar entradas automáticas para o ano seguinte, as 24 Horas de Le Mans 2000. O evento foi feito na maior parte de equipes japonesas.
A Nissan teve uma dura concorrência com a Toyota, que trouxe o seu Toyota GT-One, que obteve a vitória na classe LMGTP nas 24 Horas de Le Mans 1999, tendo batido facilmente o R391. Ambas as equipas entraram com um único carro, mas a Nissan foi capaz de sair por cima, ganhando a corrida por uma volta de diferença do Toyota GT-One, que mais uma vez obterá um 2º lugar.